# José Manuel Pando (provins)

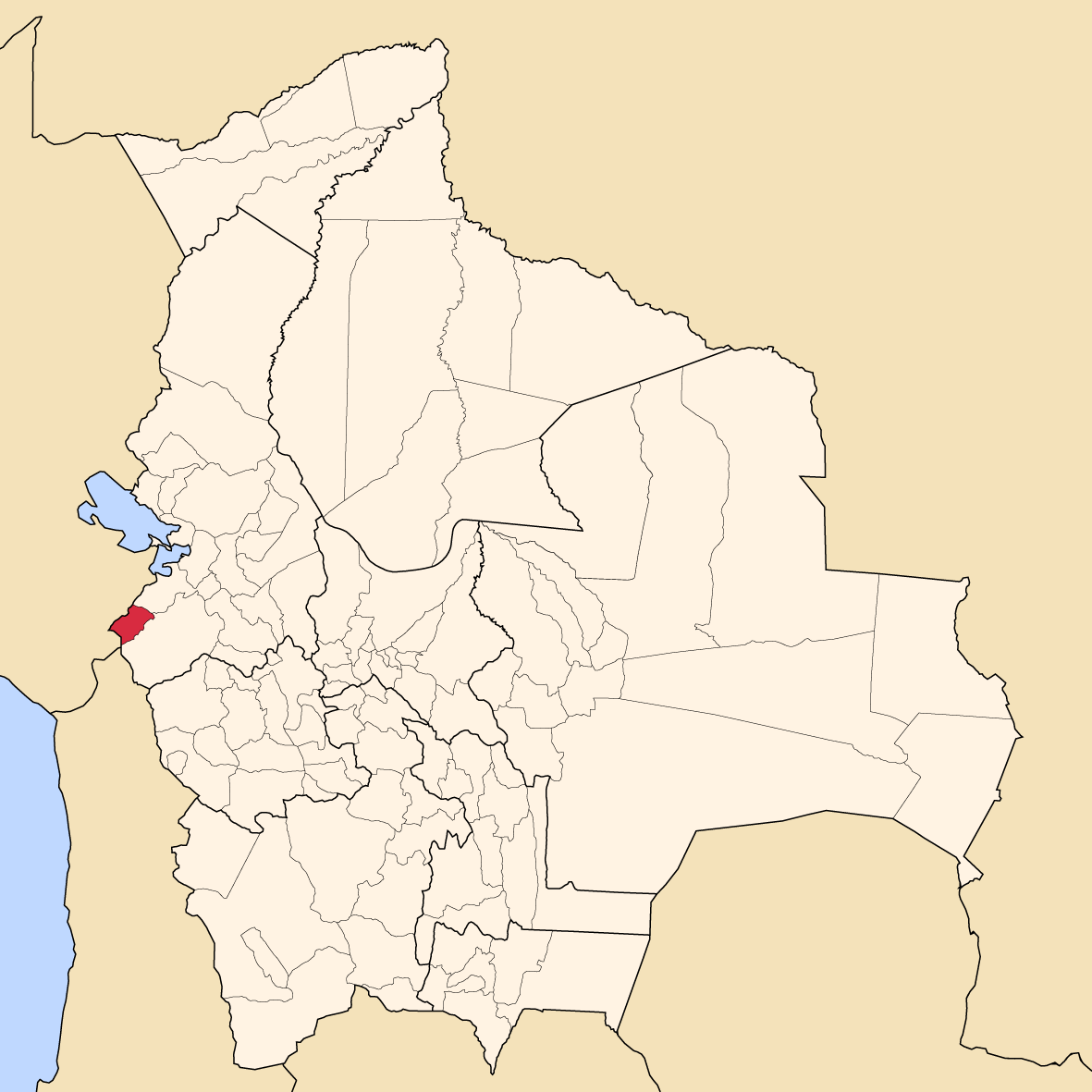
Provinsens läge i Bolivia

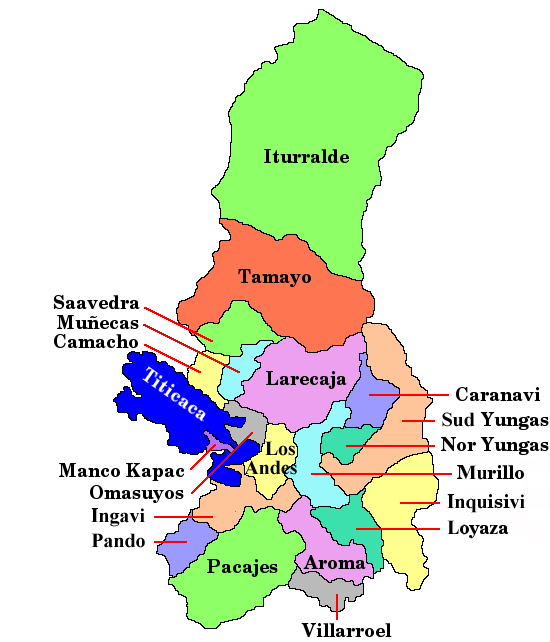
Provinser i La Paz

José Manuel Pando är en provins i departementet La Paz i Bolivia. Den administrativa huvudorten är Santiago de Machaca.